# Emil Bernstorff
Emil G. J. Bernstorff (Harrow, 7 de junho de 1993) é um automobilista britânico de ascendência dinamarquesa e alemã.

## Carreira
Bernstorff disputou as temporadas da GP3 Series de 2014 e 2015 e as duas últimas corridas da temporada da GP2 Series de 2016, pela equipe Arden International.